# Simon Lorenzi
Simon Lorenzi (* 1. Januar 1997 in Barchon, Blegny) ist ein belgischer Sportkletterer.

## Karriere
Lorenzi nimmt seit 2011 an Wettkämpfen teil. 2016 belegte er an der Kletterweltmeisterschaft 2016 in Paris und seinem ersten internationalen Elitewettkampf den 77. Platz. Seitdem nimmt er regelmäßig an Weltcups in den Disziplinen Lead, Bouldern und Speed teil. 2021 wurde er am Weltcup in Innsbruck Fünfter im Bouldern. 2022 gewann er den Europacup in Brixen im Bouldern.
Lorenzi macht vor allem als Boulderer draußen am Fels auf sich aufmerksam. Er hat bereits mehrere Boulder im Schwierigkeitsgrad 8C+/V16 sowie 8C/V15 gemeistert. Im Februar 2021 eröffnete Lorenzi Soudain Seul, den zweiten Boulder im Schwierigkeitsgrad 9A/V17 der Welt. Am 15. Dezember 2022 gelang ihm die vierte Wiederholung des Boulders Alphane (9A/V17). Am 27. Dezember 2023 gelang ihm die dritte Begehung des Boulders Burden of Dreams (9A/V17). Damit ist Lorenzi der erste Kletterer weltweit, der drei 9A-Boulder durchsteigen konnte. Im März 2025 kletterte er mit Return of the Sleepwalker seinen vierten Boulder in diesem Grad.
2020 gelang ihm die Erstbegehung der Kletterroute Coup d'État, der ersten 9a-Route Belgiens.

## Erfolge (Auswahl)

### Bouldern
9A/V17
- Return of the Sleepwalker – Red Rock, Nevada – März 2025[5]
- Burden of Dreams – Lappnor, Finnland – 27. Dezember 2023
- Alphane – Chironico, Schweiz – 15. Dezember 2022[3]
- Soudain Seul – Fontainebleau, Frankreich – Februar 2021 – Erstbegehung[2]

8C+/V16
- Big Conviction – Fontainebleau, Frankreich – Februar 2022 – Erstbegehung
- Off the Wagon Low – Val Bavona, Schweiz – Februar 2022
- La Révolutionnaire – Fontainebleau, Frankreich – Februar 2022

8C/V15
- Foundation's Edge – Fionnay, Schweiz – September 2022
- Satan I Helvete Low – Fontainebleau, Frankreich – 2022
- Quoi de Neuf – Orsay, Frankreich – 2022
- The Big Island – Fontainebleau, Frankreich – 2022
- Power Of Now direct – Magic Wood, Schweiz – Juli 2021

### Sportklettern
9a/5.14d
- Coup d'État – La Tranchée, Belgien – 28. Juni 2020 – Erstbegehung[6]